# پینوکیو (فیلم ۲۰۰۲)
پینوکیو (انگلیسی: Pinocchio) فیلمی در ژانر فانتزی و کمدی-درام به کارگردانی روبرتو بنینی است که در سال ۲۰۰۲ منتشر شد. از بازیگران آن می‌توان به روبرتو بنینی، نیکولتا براسکی، ساندرو دُری و کیم روسی استوارت اشاره کرد.